# Valgrind
Valgrind (pronuncia: /ˈvælɡrɪnd/) è uno strumento per il debug di problemi di memoria, la ricerca dei memory leak ed il profiling del software.
È un software libero scritto in linguaggio C per i sistemi operativi GNU/Linux.
L'autore iniziale è Julian Seward. Ulteriori contributi significativi provengono da Cerion Armour-Brown, Jeremy Fitzhardinge, Tom Hughes, Nicholas Nethercote, Paul Mackerras, Dirk Mueller e Robert Walsh.